# Gari Grèu
 (novembre 2018).
Si vous disposez d'ouvrages ou d'articles de référence ou si vous connaissez des sites web de qualité traitant du thème abordé ici, merci de compléter l'article en donnant les références utiles à sa vérifiabilité et en les liant à la section « Notes et références ».
Laurent Garibaldi, alias Gari Grèu, né le 1er septembre 1967, est un musicien originaire de Marseille, membre des groupes Massilia Sound System, Oai Star et Collectif 13.

## Biographie
Laurent Garibaldi naît le 1er septembre 1967 à Marseille. Il poursuit des études d'architecture puis rencontre Lux Botté. Tous deux seront les MC les plus influents de Marseille.
Gari Grèu (c'est son pseudonyme) côtoie le groupe Massilia Sound System, à partir de l'album Chourmo.
En 2000, en parallèle de ce groupe, il forme Oai Star, toujours avec Lux Botté et ils sortiront trois albums : Volume 2, Oaistar et Va à Lourdes.
Lux Botté meurt en juillet 2008 ; Gari décide de continuer l'aventure. À l'automne 2009, sort l'album Manifesta, puis Gari signe un album solo, intitulé Camarade Lézard, sorti le 7 février 2012.

## Discographie

### Albums avec Massilia Sound System
- 1993 : Chourmo
- 1995 : Commando Fada
- 1997 : Aïollywood
- 2000 : 3968 CR 13
- 2002 : Occitanista
- 2007 : Òai e Libertat
- 2014 : Massilia
- 2021 : Sale Caractère

### Albums avec Oai Star
- 2001 : Volume 2
- 2004 : Oaistar
- 2006 : Va à Lourdes
- 2009 : Manifesta
- 2014 : Oai and I[7]
- 2016 : Foule color[8]
- 2023 : Zulu Oscar Bravo India
- 2023 : Zulu Oscar Bravo Indub
- 2025 : Live at the Fumi Club

### Albums avec Collectif 13
- 2015 : 13
- 2019 : Chant Libre